# Cena Ď

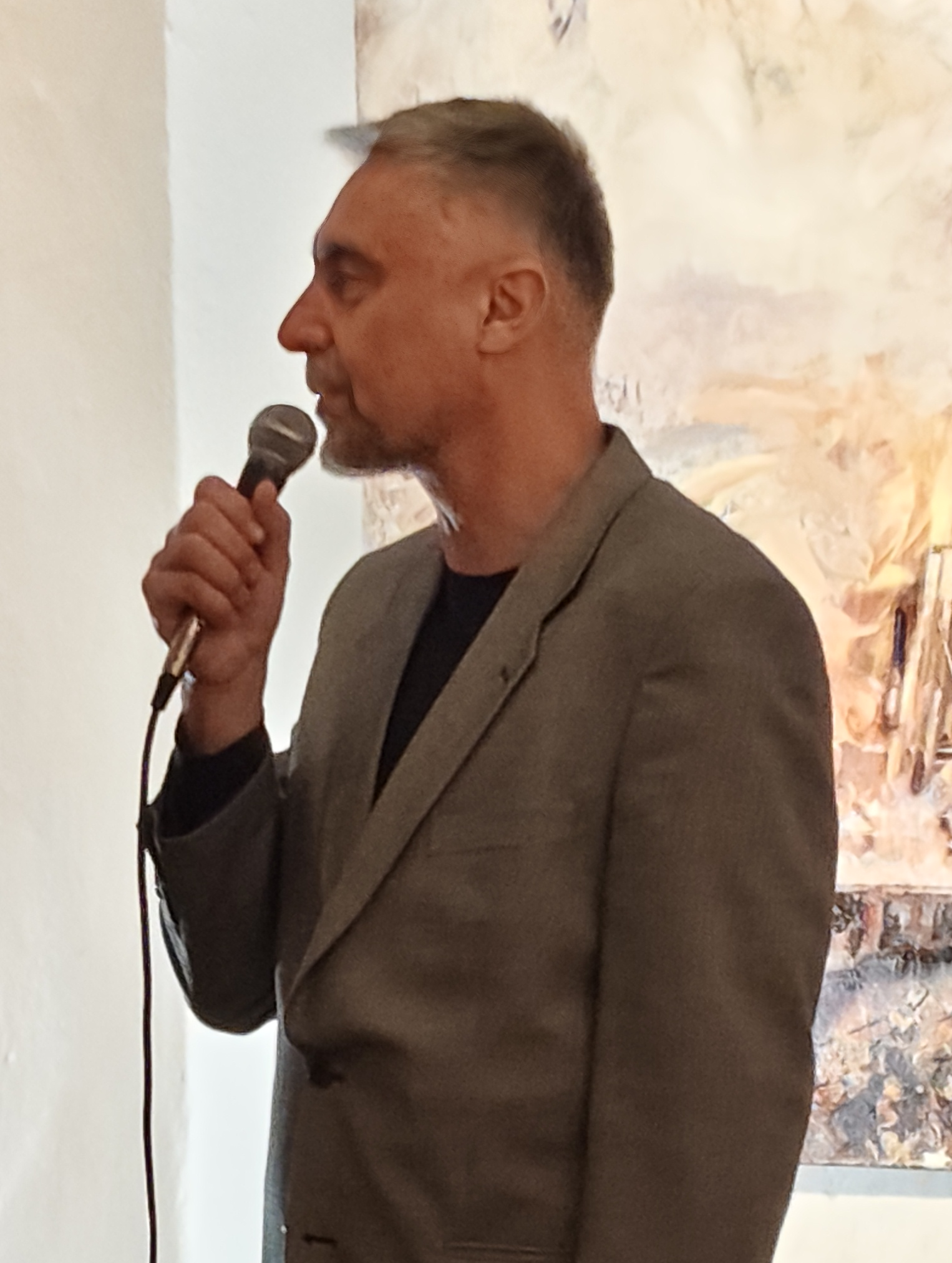
Richard Langer autor a pořadatel Ceny Ď

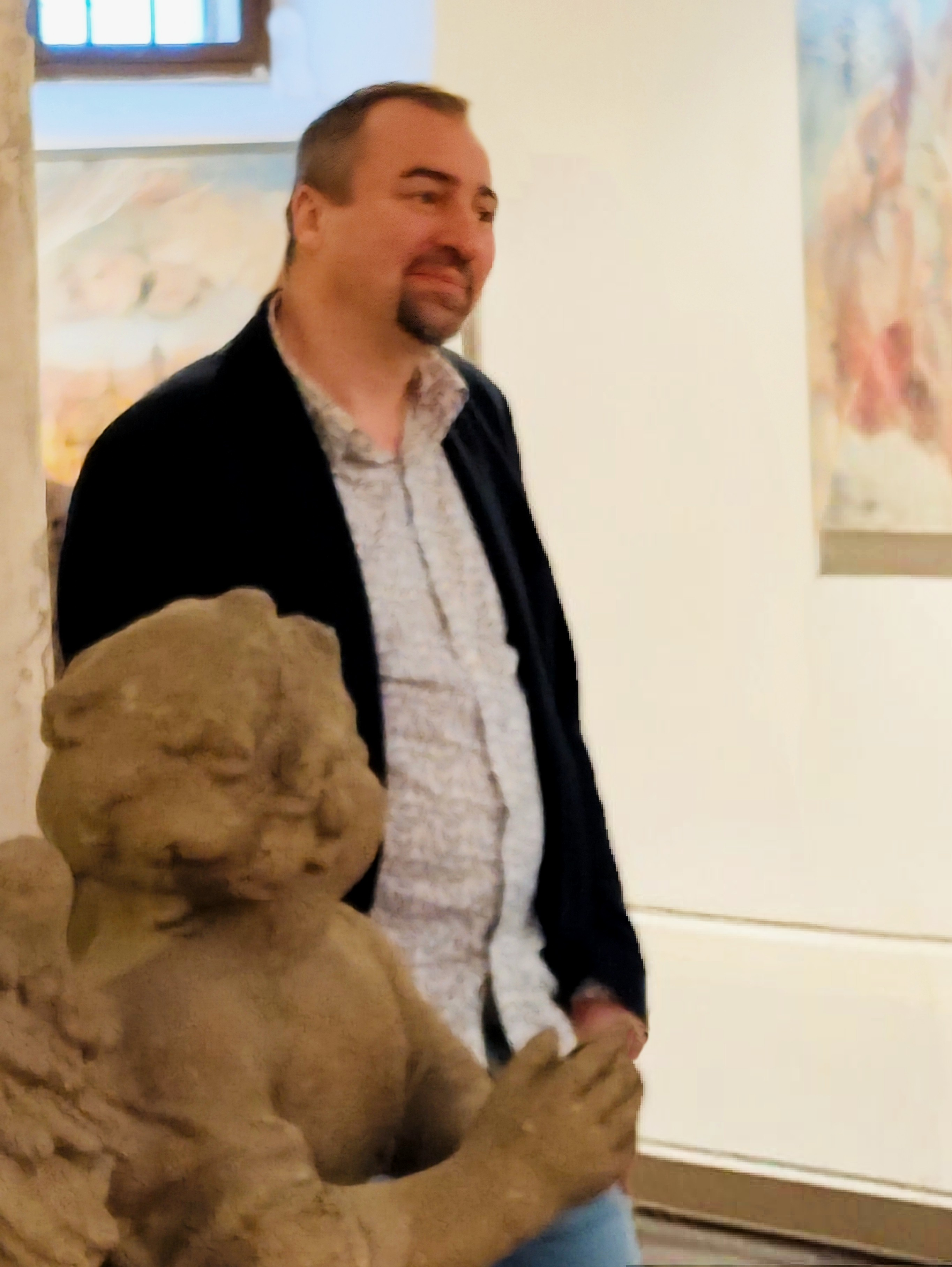
Malíř obrazů GRAND PRIX Ď Martin Vavrys

Cena Ď je česká cena určená mecenášům a dobrodincům v oblasti kultury, charity, vědy, vzdělávání a morálních hodnot v České republice. Název „Ď" je odvozen od obyčejného českého rčení „tak ti ď" – neboli „tak ti děkuji". Cena byla poprvé udělena v roce 2001 v Národním divadle v Praze. Autorem a pořadatelem projektu – ceny Ď – je Richard Langer, který každoroční výroční ceny Ď vyhlašuje ve spolupráci s partnerem – Národním divadlem. Ceny Ď uděluje „Kolegium pro udílení cen Ď mecenášům, morálním vzorům a dobrodincům v ČR".

## Cena Ď podrobněji

### Realizace
V roce 2001 byla česká cena Ď (určená mecenášům a dobrodincům v oblasti kultury, charity, vědy, vzdělávání a morálních hodnot v ČR) udělena poprvé v Národním divadle v Praze. Oceněné vybíralo v tomto prvním ročníku ceny Ď devítičlenné Kolegium pro udílení cen Ď mecenášům, morálním vzorům a dobrodincům v ČR (dále jen Kolegium) složené z ředitelů několika klíčových kulturních institucí (Národní divadlo, Uměleckoprůmyslové muzeum, Národní technické muzeum, Zoo Praha a další).
Písmeno „Ď“ upomíná na české rčení „tak ti ď" – neboli „tak ti děkuji" a kromě názvu ocenění reprezentuje i hlavní myšlenku této ceny. Cena Ď je důstojným symbolem českého ocenění a formou poděkování mecenášům, morálním vzorům a dobrodincům za jejich podporu kulturních, společenských a potřebných projektů v České republice. V mnoha případech její udělení morálně zavazuje osobu či organizaci k pokračování a ke zvýšení podpory vyvíjených kulturních a charitativních aktivit. Projekt je organizován od městských a krajských kol až po celostátní finále, které se tradičně koná v budově Národního divadla v Praze. Richard Langer cenu Ď pojímá jako svůj životní projekt a ve svém profesním i osobním životě ceně Ď věnoval a věnuje mnoho sil a finančních prostředků.

### Nominace
Nominovat své podporovatele na cenu Ď mohou v České republice následující subjekty:
- Kulturní instituce: divadla, muzea, hrady a zámky;
- Vzdělávací zařízení: školy všech typů;
- Zdravotnické zařízení: nemocnice;
- Charitativní organizace: nadace a další charitativní organizace;
- Sociální zařízení: domovy pro seniory, ústavy sociální péče, dětské domovy;
- Zájmové organizace: zoologické zahrady, zájmové spolky, sdružení;[2][15]
- Pořadatelé akcí: producenti kulturních akcí a případně další subjekty;[7][15]
- Územní samospráva: města a obce.[2][16]

Základním principem nominací na cenu Ď je skutečnost, že své mecenáše, sponzory nebo dobrodince může nominovat pouze ten, komu je pomáháno. Definitivní termínová uzávěrka nominací na finále ceny Ď je stanovena na 15. dubna daného roku.

### Organizace
Richard Langer coby osoba samostatně výdělečně činná (pracující na volné noze) je autorem a pořadatelem ceny Ď od roku 2001 do současnosti (rok 2025). Jeho manželka Jitka Langerová (lektorka školení v oblasti IT) působila v předchozích letech v Mecenáš klubu, při organizování ceny Ď zastává od roku 2011 funkci produkční. Průběh a výsledky tohoto projektu jsou prezentovány na oficiálních webových stránkách ceny Ď. Hlavním partnerem finále ceny Ď je Národní divadlo v Praze (kontaktní osoba David Pospíšil). S projektem spolupracuje od roku 2008 exkluzivní výrobce cen, jímž je Česká rukodělná sklárna ArtCristal Bohemia s.r.o. (Ing. Jan Machálek). Autorem loga ceny Ď a malířem obrazů GRAND PRIX Ď (určených pro oceněné) je Martin Vavrys.

### Kategorie a oceňování
Cena Ď se uděluje v různých kategoriích zaměřených na mecenáše a dobrodince v oblasti kultury, charity, vědy, vzdělávání a morálních hodnot. V minulosti tuto cenu přijal například prezident Václav Havel, kardinál Dominik Duka, norský předseda vlády Jens Stoltenberg, gymnastka Věra Čáslavská, zpěvák Karel Gott a mnoho dalších. Cenu Ď například přijaly i některé společnosti a organizace: Československá obchodní banka, Komerční banka, společnost Vodafone, Nadace Preciosa, společnost Mountfield, Škoda Auto a Cetelem ČR.

### Aktuální stav
Od roku 2024 si Richard Langer veřejně vyhradil právo veta vůči projektu cena Ď s tím, že hodlá přetavit svoji téměř 25 let trvající práci na projektu a zodpovědnost k projektu ve snahu zachovat jeho původní atmosféru, poslání a originální záměr. V praxi to znamená, že Richard Langer za projekt osobně ručí, má právo měnit či zrušit akce ceny Ď a to včetně pojetí a filozofie projektu, pokud podle svého vědomí a svědomí situaci takto vyhodnotí. V pořadí 24. ročník ceny Ď se koná i v roce 2025 a to včetně finálové ceremonie (tradičně pořádané na Nové scéně Národního divadla v Praze). Projekt tak pokračuje ve zcela původním rozsahu s krajskými koly a to včetně celostátního finále.

### Ocenění a dosažené výsledky
Za dobu existence ceny Ď se v projektu sešly tisíce nominací a cenami byli poctěny stovky oceněných. Oceněné osoby reagovaly na udělené ceny ve více než 99 % případů kladně a cena Ď si za dobu své existence vydobyla respektované místo v české společnosti a je chápána jako cenný příspěvek k rozvoji mecenášství a charity v České republice. Do roku 2018 bylo uděleno 418 cen, včetně městských, krajských a hlavních celostátních cen Ď. Mecenášský klub Národního divadla byl v roce 2019 oceněn cenou Ď za podporu Národního divadla. Samotný Richard Langer získal ocenění – cenu Ď – v roce 2019.